# PlayStation Now
PlayStation Now (PS Now) — сервіс підписки на хмарні ігри, розроблений Sony Interactive Entertainment. Сервіс дозволяє учасникам грати в ігри для PlayStation 2, PlayStation 3 PlayStation 4, PlayStation 5 і ПК. Ігри для PlayStation 2 і PlayStation 4 можна завантажити, щоб грати локально на PlayStation 4 і PlayStation 5. Жодні ігри не можна завантажити на ПК. У завантажені ігри можна грати без підключення до Інтернету, але підключення до Інтернету потрібне кожні кілька днів для верифікації.
Щоб користуватися послугою на пристроях, які не належать до PlayStation, потрібен DualShock 3, 4, DualSense або будь-який контролер, сумісний із XInput, наприклад геймпад Xbox. Якщо учасники мають намір транслювати свої ігри, Sony рекомендує гравцям мати щонайменше 5 Мбіт/с підключення до Інтернету для досягнення хорошої продуктивності.

## Історія
PlayStation Now було анонсовано 7 січня 2014 року на виставці Consumer Electronics Show 2014 за технологією Gaikai. На виставці CES Sony представила демонстраційні ролики The Last of Us, God of War: Ascension, Puppeteer і Beyond: Two Souls, у які можна грати через PS Now на телевізорах Bravia і PlayStation Vita. Закрите бета-тестування почалося в США 28 січня на PS3, а 19 травня було продовжено на PS4.
PlayStation Now був запущений у відкритій бета-версії в США та Канаді на PS4 31 липня 2014 року, на PS3 18 вересня 2014 року, на PS Vita та PS TV 14 жовтня 2014 року, а підтримка деяких телевізорів Bravia 2014 року з’явилася наприкінці року. На Gamescom 2014 SCE оголосила, що PS Now прибуде в Європу в 2015 році, а Велика Британія стане першою європейською країною, яка отримає доступ до сервісу. 24 грудня 2014 року Sony оголосила, що PlayStation Now пошириться на інші електронні бренди.
На CES 2015 Sony підтвердила, що PlayStation Now повністю релізнеться в Північній Америці на PS4 13 січня 2015 року. 7 березня 2015 року PlayStation Now стала доступна в Європі. Офіційні запрошення на бета-версію для Європи почали надходити власникам PS4 15 квітня 2015 року.
17 лютого 2017 року Sony оголосила, що до 15 серпня 2017 року припинить випуск PlayStation Now на PlayStation 3, PlayStation Vita, PlayStation TV, телевізорах Sony Bravia  (моделі 2013–15 років), програвачах Sony Blu-ray та всіх телевізорах Samsung.
20 вересня 2018 року Sony оголосила, що користувачі PlayStation 4 зможуть завантажувати ігри для PlayStation 2 і PlayStation 4, пропоновані через сервіс, оскільки Sony почала поступово впроваджувати нову функцію для передплатників.
23 січня 2019 року Sony повідомила, що сервіс буде запущений в Іспанії, Італії, Португалії, Норвегії, Данії, Фінляндії та Швеції пізніше цього року. Бета-версія для цих країн була запущена на початку лютого, а повний сервіс — 12 березня 2019 року .
22 квітня 2021 року Sony оголосила, що підтримка потокового передавання 1080p розпочнеться протягом тижня.
3 грудня 2021 року видання Bloomberg повідомило, що Sony, за чутками, працює над новою послугою підписки під кодовою назвою «Спартак». Сервіс буде об’єднанням поточних сервісів компанії PlayStation Plus і PlayStation Now, при цьому компанія, як повідомляється, збереже бренд Plus. Послуга включатиме три рівні: перший включатиме всі переваги, які дає PlayStation Plus, другий розширюватиме перший, включаючи каталог назв, а третій розширюватиме перші два, включаючи демо-версії, а також каталог ігор від PlayStation, PlayStation 2, PlayStation 3 і PlayStation Portable. Сервіс планується запустити навесні 2022 року і він буде конкурувати зі службою Microsoft Xbox Game Pass.

## Ігри
Ігри для PlayStation 2, PlayStation 3 і PlayStation 4 на PlayStation Now можна транслювати на PlayStation 4, PlayStation 5 і ПК. Станом на 2020 рік доступно понад 800 ігор, причому понад 300 з них доступні для завантаження на PlayStation 4 і PlayStation 5. Нові ігри додаються щомісяця.
Після 7-денної безкоштовної пробної версії доступні три варіанти ціни на послугу передплати.
Для ігор PlayStation Now не потрібна окрема плата за підписку на багатокористувацький режим онлайн. Три варіанти ціноутворення надають доступ як до одиночних, так і до багатокористувацьких компонентів онлайн.

## Доступність
PlayStation Now доступна в Європі (зокрема в Австрії, Бельгії, Данії, Фінляндії, Франції, Німеччині, Ірландії, Італії, Люксембургу, Нідерландах, Норвегії, Португалії, Іспанії, Швеції, Швейцарії та Великій Британії), Північній Америці (Канада та США), а також Японії.